# Клодроновая кислота
Клодро́новая кислота́ (МНН) или динатрия клодронат — бисфосфонат. Применяется в экспериментальной медицине для селективного разрушения макрофагов.
Препарат также одобрен для употребления человеком в Канаде и Австралии, Великобритании и Италии, где он продаётся под торговыми названиями Бонефос, Лорон и Клодрон и назначается в качестве ингибитора костной резорбции и агента антигиперкальциемии.